# Juni Anni Bas
Juni Anni Bas (en llatí Junius Annius Bassus) va ser prefecte del pretori de l'Imperi Romà entre els anys 318 i 331, any en què també va ocupar el consolat.
Diverses lleis del Codi Teodosià van ser escrites o dirigides per ell. Un fill seu, Juni Bas, va ser praefectus urbi, i el seu sarcòfag és el més antic que s'ha trobat entre els decorats amb escenes cristianes.
Va construir la basílica de Junius [Annius] Bassus al turó de l'Esquilí, a Roma, famosa per la decoració del terra amb la tècnica de l'opus sectile.